# Обезьяны Били
Обезьяны Били — название, данное группе гигантских шимпанзе, живущих в лесу Били в Демократической республике Конго и открытой в 1996 году. «Обезьяны устраивают свои жилища на земле подобно гориллам, однако рацион их питания и признаки больше характерны для шимпанзе», — говорилось в отчёте экспедиции Национального географического общества. Хотя предварительный анализ их митохондриальной ДНК выявил связь с восточными шимпанзе, подвидом обыкновенного шимпанзе (Pan troglodytes schweinfurthii), их внешний вид и спектр поведения, имеющие большое сходство с гориллами, вызвали огромный интерес приматологов всего мира. Хотя их таксономическое положение на сегодняшний день установлено, необходимость в дополнительной информации об этих гигантских шимпанзе сохраняется.

## История исследования
Местные жители подразделяют человекообразных обезьян леса Били на две группы. Есть «древесные жители», которые обитают высоко на деревьях, стремясь оставаться там в безопасности, которые легко убиваются ядовитыми стрелами, используемыми местными охотниками. Также есть «убийцы львов», которые редко лазают по деревьям, больше по размеру и темнее по окрасу шерсти, на которых ядовитые стрелы не действуют.
Когда Карл Амманн, швейцарский фотограф и противник незаконной охоты на африканских диких животных, впервые посетил регион в 1996 году, он искал горилл, но вместо этого обнаружил черепа размерами близкие к шимпанзе, но с гребнями, как у горилл. Амманн приобрёл у браконьеров фотографии, на которых было запечатлено нечто, что напоминало огромного шимпанзе. Амманн также измерил найденные им фекалии, которые оказались в три раза больше по размеру, чем типичный помёт шимпанзе, и обнаружил следы такого же размера, как у горилл, или даже крупнее.
В 2000 году Амманн вернулся в эту область, описанную ему охотниками, вместе с группой исследователей обезьян. Хотя они не нашли живых обезьян Били, но было обнаружено несколько старых земляных жилищ, характерных для горилл, а не шимпанзе, у болотистых рек.

### Полевые исследования
В 2001 году международная группа учёных, в том числе Джордж Шаллер из Общества охраны дикой природы и Майк Белливю из Гарвардского университета, были приглашены Карлом Амманном для поисков неуловимых обезьян Били, но эта экспедиция вернулась без каких-либо результатов.
После окончания пятилетней гражданской войны в Демократической Республике Конго в 2003 году учёным стало легче проводить полевые исследования в этой стране. Первым учёным, который смог увидеть обезьян Били, была Шелли Уильямс, доктор наук, специалист в области поведения приматов, также приглашённая на эту работу Амманом. Уильямс сообщила о своей близкой — и пугающей — встрече с обезьянами Били: «Мы слышали их на деревьях, на расстоянии около 10 метров от нас, и вдруг четыре из них выскочили из кустов на меня. Если бы они хотели отогнать нас, они бы… кричали, чтобы нас запугать. Эти ребята молчали, и они были огромными. …как только они увидели моё лицо, они остановились и исчезли».
«Из-за уникальных характеристик, которыми они обладают, они просто не вписываются в другие группы обезьян», — говорит Уильямс. Обезьяны, как она утверждает, могут быть новым видом, неизвестным науке, новым подвидом шимпанзе или гибридами горилл и шимпанзе. «По крайней мере, у нас есть уникальная, изолированная популяция шимпанзе, отличающаяся от любых, которые были изучены», — говорит она.
Учёные считают, что они имеют дело с популяцией, подвергшейся очень сильному инбридингу, в которой большое количество животных может иметь идентичные или почти идентичные гаплотипы. Сообщения об обезьянах Били были также исследованы Эстебаном Сармьенто, который сказал: «Я думаю, что есть большая вероятность, что к югу от Били, по другую сторону реки Уэле, могут быть гориллы, и это, кажется, важное место, на которое стоит обратить внимание». Учёные, работающие в этих лесах к югу от Уэле, однако, не нашли никаких доказательств этого и не слышали никаких сообщений об этом от местных племён. Тем не менее, это место остаётся важным регионом для исследований ввиду обнаруженного там присутствия других крупных видов, таких как шимпанзе и слоны.
В июне 2006 года издание British Science Weekly сообщило, что Клив Хикс и его коллеги из университета Амстердама завершили продолжавшуюся год экспедицию по поиску этих обезьян, в течение которой они могли наблюдать этих существ в общей сложности 20 полных часов. Хикс сообщил, что он не увидел в них «ничего от горилл», заявив, что «они издают пыхтящие крики, барабанят по деревьям, ну и так далее», и добавил, что «самки определённо имеют вздутия на гениталиях, характерные для шимпанзе». Образцы ДНК, взятые из их фекалий, также подтвердили классификацию этих обезьян как подвид шимпанзе Pan troglodytes schweinfurthii.
Хикс столкнулся с большим сообществом обезьян к северо-западу от Били, которые проявили интерес к нему и его коллегам, что напоминало поведение, описанное в предыдущих докладах (это было неверно изложено в журнале New Scientist — утверждалось, что встреча произошла в 18 километрах от Били, но на самом деле она состоялась значительно дальше от деревни. Это была первая встреченная учёными группа обезьян Били, в которой взрослые самцы не убежали сразу же, увидев людей). Обезьяны, в том числе взрослые самцы, окружили людей и выказывали любопытство по отношению к ним, но не нападали и не предпринимали каких-либо угрожающих действий.
Хикс подчеркнул, что обезьяны Били не кричат на Луну, и существует мало свидетельств того, что они в чём-либо ведут себя более агрессивно, чем другие шимпанзе (хищническое поведение является нормой для данного вида). Тем не менее, он был неправильно процитирован в прессе касательно этого утверждения.

## Поведение
В некотором смысле обезьяны Били ведут себя скорее как гориллы, нежели как шимпанзе. Например, они строят свои жилища на земле — так, как это делают гориллы, используя переплетённые ветви и/или молодые деревья, наклоняя их к центральной части жилища. Тем не менее, они часто устраивают свои жилища и на деревьях. Часто их земляные жилища находили под или в непосредственной близости от древесных жилищ. Их рацион, безусловно, также совпадает с рационом шимпанзе и состоит в основном из фруктов (плодовые деревья, такие как смоковница, посещаются ими особенно часто).
Обезьяны Били не кричат на Луну. Они издают пыхтящие крики и барабанят по деревьям, как и обычные шимпанзе.
Поведение этих обезьян по отношению к людям озадачило и заинтриговало учёных. У них практически отсутствует агрессия, но отсутствует также и страх перед человеком. «Самцы горилл всегда агрессивны, когда они сталкиваются с охотниками, но таких историй не было» с обезьянами Били, в соответствии со словами Амманна. Вместо этого они, сталкиваясь лицом к лицу с человеком, пристально смотрят ему в глаза, а затем тихо отходят. Группа Хикса позже подтвердила и несколько расширила эти наблюдения, заявив, что, когда они столкнулись с большой группой обезьян Били в глубине леса (вдали от дорог и деревень), те не только приблизились к людям, но и фактически окружили их с любопытством. Хикс объясняет это следующим образом: обезьяны, живущие в 20 км или ближе к дорогам, бегут от людей почти все без исключения. Взрослые самцы демонстрируют при этом самый большой страх. Однако чем дальше обезьяны обитают от дороги — тем в большей степени эти шимпанзе становятся «наивными» по отношению к человеку.

## Морфология и физиология
Обезьяны Били, как сообщается, ходят на задних лапах, то есть являются бипедалистами, и выглядят при этом очень похоже на гигантских шимпанзе; делая их более похожими на вымерших австралопитеков, сахелантропов или тоумаи. Позднее наблюдения Хикса показали, что они не такие уж хорошие прямоходящие, как и другие шимпанзе, которые лишь изредка ходят на двух ногах. Их следы, размер которых варьируется от 28 до 34 сантиметров в длину, длиннее, чем самые большие следы обычных шимпанзе и горилл, которые составляют в среднем 26 см и 29 сантиметров в длину соответственно. Командой Хикса в течение полутора лет наблюдений не было обнаружено следов более 30 см длиной, и большинство из них были меньше по размеру.
По словам Уильямса, «У них очень плоское лицо, широкая морда и выступающие надбровные дуги. Они, кажется, становятся серой окраски в самом начале жизни, но вместо того, чтобы стать затем серо-чёрными, как горилла, они становятся серыми полностью». Они обладают шерстью монотонно серого цвета независимо от возраста и пола, что свидетельствует о том, что «поседение» происходит у них в начале жизни, в отличие от всех известных видов горилл, где седеют только самцы, да и то к старости, причём седина ограничивается только их спинами.
Черепа обезьян Били имеют надбровные дуги и, возможно, сагиттальные гребни, похожие на те, что наблюдаются у вымерших высших приматов или горилл, но по другим морфологическим измерениям они всё-таки стоят гораздо ближе к шимпанзе. Только один из многих черепов, найденных в Били, имел сагиттальный гребень, поэтому этот признак ещё не может считаться типичным для данных обезьян. Черепа шимпанзе имеют от 190 до 210 миллиметров в длину, но четыре из пяти черепов обезьян Били измеряется более чем 220 миллиметрами, что лежит за пределами нормального диапазона длины черепа «обычных» шимпанзе.
Самки обезьян Били имеют вздутия на гениталиях, похожие на тех, что можно наблюдать у «обычных» шимпанзе.

## Район обитания
Лес Били находится на крайнем севере Демократической Республики Конго, примерно в 200 километрах к востоку от реки Эбола, где густые тропические леса перемежаются участками саванны. Густые джунгли, гражданская война и другие барьеры на пути вторжения сюда людей оставили этот регион относительно нетронутым человеческим влиянием до недавнего времени. Тем не менее, леса на всей территории ДРК пострадали и страдают от коммерческого браконьерства.
Начиная с июля 2007 года в районе Били наблюдается приток золотоискателей, что ставит под угрозу выживание шимпанзе, слонов и других представителей мегафауны в этой области.

## Угроза от браконьеров
Обезьяны Били в настоящее время находятся под угрозой массового вторжения браконьеров в их среду обитания: это процесс начался в июне 2007 года. За 14 месяцев в период с сентября 2007 года по ноябрь 2008 года исследователь Клив Хикс и его конголезские помощники задокументировали 34 детёнышей-сирот шимпанзе и 31 тушу для продажи в соседнем районе Бута — Акети — Бамбеса (7 детёнышей-сирот были конфискованы). Лаура Дарби и Адам Сингх видели ещё 9 шимпанзе-сирот и 3 мёртвых туши в Акети, Бута и Бондо с момента отъезда Хикса в ноябре. Кроме того, Хикс наблюдал большое количество шкур окапи и леопардов вместе с мясом слонов и слоновой костью, продававшиеся в этом регионе. Вполне вероятно, что резко увеличивающаяся торговля дикими животными в настоящее время распространяется в районе Били с приходом туда золотодобытчиков.